# Heide Dörrhöfer-Tucholski

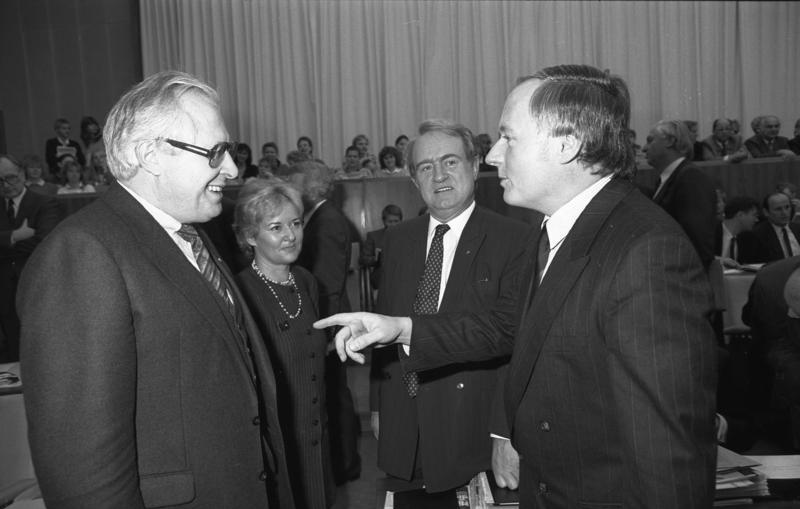
Dörrhöfer-Tucholski im November 1987 mit Johannes Rau, Bernhard Vogel und Oskar Lafontaine

Heide Dörrhöfer-Tucholski (* 4. April 1944 in Alzey), eigentlich Heidemarie, ist eine deutsche Journalistin und Verwaltungsbeamtin.

## Leben
Nach dem Abitur 1963 durchlief Heide Dörrhöfer-Tucholski ein Volontariat bei der Deutschen Presse-Agentur in Düsseldorf, wo sie seit 1965 als Redakteurin tätig war. Von 1970 bis 1977 arbeitete sie als Redakteurin bei der nordrhein-westfälischen Landesredaktion des Spiegel.
Dörrhöfer-Tucholski leistete seit 1977 Presse- und Öffentlichkeitsarbeit im Ministerium für Wissenschaft und Forschung des Landes Nordrhein-Westfalen. Gemeinsam mit Minister Johannes Rau wechselte sie nach dessen Wahl zum Ministerpräsidenten im September 1978 in die Staatskanzlei, wo sie als Referentin arbeitete. Im Oktober 1980 wurde sie stellvertretende Regierungssprecherin der Landesregierung Nordrhein-Westfalen. Von Dezember 1985 bis zu ihrer Versetzung in den einstweiligen Ruhestand im Juni 2000 amtierte Dörrhöfer-Tucholski als Staatssekretärin in Nordrhein-Westfalen: Zuerst im Ministerium für Bundesangelegenheiten (1995 umbenannt in Ministerium für Bundes- und Europaangelegenheiten) und nach Auflösung dieses Ministeriums im Juni 1998 in der Staatskanzlei des Landes Nordrhein-Westfalen. Seit Juli 1990 war sie gleichzeitig Bevollmächtigte des Landes Nordrhein-Westfalen beim Bund. 2002 war sie Mitglied im Verwaltungsrat des DeutschlandRadios.
2012 ist sie Geschäftsführendes Vorstandsmitglied der Heinz-Kühn-Stiftung. Verwaltet wird die Stiftung von der Staatskanzlei des Landes Nordrhein-Westfalen.
Heide Dörrhöfer-Tucholski wurde 1989 das Verdienstkreuz am Bande verliehen.